# A Modern Enoch Arden
Ne doit pas être confondu avec Ambroise millionnaire.
Pour plus de détails, voir Fiche technique et Distribution.
A Modern Enoch Arden est un film muet américain réalisé par Burton L. King, sorti en 1915.

## Fiche technique
- Titre : A Modern Enoch Arden
- Réalisation : Burton L. King
- Scénario : W.M. Caldwell
- Producteur : Carl Laemmle
- Société de production : Universal Film Manufacturing Company
- Société de distribution : Universal Film Manufacturing Company
- Pays d'origine :  États-Unis
- Langue : Anglais
- Métrage : 900 m
- Format : Noir et blanc — 35 mm — 1,33:1 — Muet
- Genre : Film dramatique
- Durée : 30 minutes
- Dates de sortie : 
  -  États-Unis : 30 mai 1915

## Distribution
- William C. Dowlan : Dicky Bannister
- Edward Sloman : John Arnold
- Adele Lane : Janet Fotheringay
- Clemens Titus : Courtney Fotheringay